# Tây Đằng
Tây Đằng là thị trấn huyện lỵ của huyện Ba Vì, thành phố Hà Nội, Việt Nam.

## Địa lý
Thị trấn Tây Đằng nằm ở trung tâm huyện Ba Vì, có vị trí địa lý:
- Phía đông giáp các xã Chu Minh, Minh Châu và tỉnh Vĩnh Phúc
- Phía tây giáp xã Vật Lại
- Phía nam giáp xã Tiên Phong và xã Thụy An
- Phía bắc giáp xã Đồng Thái và xã Phú Châu.

Thị trấn có diện tích 12,1 km², dân số năm 1999 là 12.877 người, mật độ dân số đạt 1.064 người/km².

## Lịch sử
Thị trấn Tây Đằng trước đây là xã Tây Đằng thuộc huyện Ba Vì.
Ngày 3 tháng 3 năm 1987, Hội đồng Bộ trưởng ban hành Quyết định 45-HĐBT, điều chỉnh một phần diện tích và dân số của xã Tây Đằng để thành lập thị trấn Quảng Oai, thị trấn huyện lỵ huyện Ba Vì.
Sau khi thành lập, thị trấn Quảng Oai có 33,08 ha diện tích tự nhiên và 2.375 người. Xã Tây Đằng còn lại 1.132 ha diện tích tự nhiên và 7.356 người.
Ngày 29 tháng 8 năm 1994, thị trấn Quảng Oai hợp nhất với xã Tây Đằng thành thị trấn Tây Đằng.